# Ramon Miller
Ramon Miller (ur. 17 lutego 1987 w Nassau) – bahamski lekkoatleta, sprinter, mistrz olimpijski z Londynu w sztafecie 4 x 400 m.
W 2008 biegł na trzeciej zmianie bahamskiej sztafety 4 × 400 metrów w eliminacjach podczas igrzysk olimpijskich w Pekinie. W finale sztafeta Bahamów (już bez Millera) sięgnęła po srebrny medal. W 2010 zdobył brązowy medal igrzysk Wspólnoty Narodów w biegu na 400 metrów. Rok później był trzeci na tym samym dystansie podczas igrzysk panamerykańskich. Podczas igrzysk olimpijskich w Londynie (2012) biegł na ostatniej zmianie sztafety 4 x 400 m, która zdobyła złoty medal.

## Rekordy życiowe
- bieg na 200 metrów – 20,50 (2012) /20,29w (2012)
- bieg na 400 metrów – 44,87 (2012)
- bieg na 400 metrów (hala) – 46,55 (2014)